# Tournoi de tennis de Düsseldorf
Le tournoi de Düsseldorf (Allemagne) est un tournoi de tennis féminin et masculin des circuits professionnels WTA et ATP.
La dernière édition de l'épreuve féminine a été organisée en 1973.
L'édition masculine reprend en 2013, 36 ans après sa dernière édition en 1977, mais est remplacée dès 2015 par le Tournoi de Genève.

## Palmarès dames

### Simple
| No       | Date       | Nom et lieu du tournoi            | Catégorie | Dotation | Surface      | Vainqueure     | Finaliste        | Score         |         |
| -------- | ---------- | --------------------------------- | --------- | -------- | ------------ | -------------- | ---------------- | ------------- | ------- |
| 1        | 09-07-1963 | Düsseldorf Tournament, Düsseldorf |           | NC       | Terre (ext.) | Margaret Smith | Lesley Turner    | 6-3, 6-2      | Tableau |
| 2        | 08-07-1964 | Düsseldorf Tournament, Düsseldorf |           | NC       | Terre (ext.) | Margaret Smith | Lesley Turner    | 1-6, 6-1, 6-4 | Tableau |
| 3        | 04-07-1966 | Düsseldorf Tournament, Düsseldorf |           | NC       | Terre (ext.) | Helga Schultze | Edda Buding      | 7-5, 4-6, 6-1 | Tableau |
| Ère Open |            |                                   |           |          |              |                |                  |               |         |
| 4        | 09-07-1973 | Dusseldorf Open, Düsseldorf       |           | NC       | Terre (ext.) | Helga Masthoff | Evonne Goolagong | 6-4, 6-4      | Tableau |

### Double
| No       | Date       | Nom et lieu du tournoi           | Catégorie | Dotation | Surface      | Vainqueures                  | Finalistes                        | Score          |         |
| -------- | ---------- | -------------------------------- | --------- | -------- | ------------ | ---------------------------- | --------------------------------- | -------------- | ------- |
| 1        | 08-07-1964 | Düsseldorf Tournament Düsseldorf |           | NC       | Terre (ext.) | Margaret Smith Lesley Turner | Françoise Dürr Jeanine Lieffrig   | 6-3, 8-10, 6-4 | Tableau |
| 2        | 04-07-1966 | Düsseldorf Tournament Düsseldorf |           | NC       | Terre (ext.) | Glenda Swan Pat Walkden      | Helga Masthoff Heide Schildknecht | 6-4, 6-3       | Tableau |
| Ère Open |            |                                  |           |          |              |                              |                                   |                |         |
| 3        | 09-07-1973 | Dusseldorf Open Düsseldorf       |           | NC       | Terre (ext.) | Evonne Goolagong Janet Young | Helga Masthoff Heide Schildknecht | Partage        | Tableau |

## Palmarès messieurs

### Simple
| No | Date       | Nom et lieu du tournoi            | Catégorie  | Dotation  | Surface      | Vainqueur             | Finaliste         | Score              |         |
| -- | ---------- | --------------------------------- | ---------- | --------- | ------------ | --------------------- | ----------------- | ------------------ | ------- |
| 1  | 08-07-1968 | Düsseldorf Grand Prix, Düsseldorf | Grand Prix | NC $      | Terre (ext.) | István Gulyás         | Wilhelm Bungert   | 6-1, 6-3, 3-6, 7-5 |         |
| 2  | 07-07-1969 | Düsseldorf Grand Prix, Düsseldorf | Grand Prix | NC $      | Terre (ext.) |                       |                   | NC                 |         |
| 3  | 06-07-1970 | Düsseldorf Grand Prix, Düsseldorf | Grand Prix | NC $      | Terre (ext.) | Wilhelm Bungert       | Christian Kuhnke  | 6-3, 6-0, 6-4      |         |
| 4  | 03-08-1971 | Düsseldorf Grand Prix, Düsseldorf | Grand Prix | NC $      | Terre (ext.) |                       |                   | NC                 |         |
| 5  | 24-07-1972 | Düsseldorf Grand Prix, Düsseldorf | Grand Prix | NC $      | Terre (ext.) | Ilie Năstase          | Jürgen Fassbender | 6-0, 6-2, 6-1      |         |
| 6  | 09-07-1973 | Düsseldorf Grand Prix, Düsseldorf | Grand Prix | NC $      | Terre (ext.) | Hans-Jürgen Pohmann   | Jürgen Fassbender | 6-2, 6-3, 6-3      |         |
| 7  | 08-07-1974 | Düsseldorf Grand Prix, Düsseldorf | Grand Prix | NC $      | Terre (ext.) | Bernard Mignot        | Jiří Hřebec       | 6-1, 6-0, 0-6, 6-4 |         |
| 8  | 26-05-1975 | Düsseldorf Grand Prix, Düsseldorf | Grand Prix | NC $      | Terre (ext.) | Jaime Fillol          | Jan Kodeš         | 6-4, 1-6, 6-0, 7-5 |         |
| 9  | 24-05-1976 | Düsseldorf Grand Prix, Düsseldorf | Grand Prix | 75 000 $  | Terre (ext.) | Björn Borg            | Manuel Orantes    | 6-2, 6-2, 6-0      |         |
| 10 | 16-05-1977 | Düsseldorf Grand Prix, Düsseldorf | Grand Prix | 75 000 $  | Terre (ext.) | Wojtek Fibak          | Raymond Moore     | 6-1, 5-7, 6-2      |         |
| 11 | 18-05-2013 | Power Horse Cup, Düsseldorf       | ATP 250    | 410 200 $ | Terre (ext.) | Juan Mónaco           | Jarkko Nieminen   | 6-4, 6-3           | Tableau |
| 12 | 19-05-2014 | Power Horse Cup, Düsseldorf       | ATP 250    | 426 605 $ | Terre (ext.) | Philipp Kohlschreiber | Ivo Karlović      | 6-2, 7-64          | Tableau |

### Double
| No | Date       | Nom et lieu du tournoi            | Catégorie  | Dotation  | Surface      | Vainqueurs                     | Finalistes                       | Score            |         |
| -- | ---------- | --------------------------------- | ---------- | --------- | ------------ | ------------------------------ | -------------------------------- | ---------------- | ------- |
| 1  | 08-07-1974 | Düsseldorf Grand Prix, Düsseldorf | Grand Prix | NC $      | Terre (ext.) | Jiří Hřebec Jan Kodeš          | Kenichi Hirai Toshiro Sakai      | 6-1, 6-4         |         |
| 2  | 26-05-1975 | Düsseldorf Grand Prix, Düsseldorf | Grand Prix | NC $      | Terre (ext.) | François Jauffret Jan Kodeš    | Harald Elschenbroich Hans Kary   | 6-2, 6-3         |         |
| 3  | 24-05-1976 | Düsseldorf Grand Prix, Düsseldorf | Grand Prix | 75 000 $  | Terre (ext.) | Wojtek Fibak Karl Meiler       | Robert Carmichael Raymond Moore  | 6-4, 4-6, 6-4    |         |
| 4  | 16-05-1977 | Düsseldorf Grand Prix, Düsseldorf | Grand Prix | 75 000 $  | Terre (ext.) | Jürgen Fassbender Karl Meiler  | Paul Kronk Cliff Letcher         | 6-3, 6-3         |         |
| 5  | 18-05-2013 | Power Horse Cup, Düsseldorf       | ATP 250    | 410 200 $ | Terre (ext.) | Andre Begemann Martin Emmrich  | Treat Conrad Huey Dominic Inglot | 7-5, 6-2         | Tableau |
| 6  | 19-05-2014 | Power Horse Cup, Düsseldorf       | ATP 250    | 426 605 $ | Terre (ext.) | Santiago González Scott Lipsky | Martin Emmrich Christopher Kas   | 7-5, 4-6, [10-3] | Tableau |